# Средне-специальные учебные заведения Кургана
В статье представлены действующие и закрытые учебные заведения среднего профессионального образования в Кургане. В список ССУЗов также включены колледжи и техникумы без образования юридического лица в составе вузов и иных учебных заведений города за исключением факультетов, отделений и других структурных подразделений среднего профессионального образования.

## Действующие учебные заведения
| Наименование                                                     | Аббревиатура         | Вид      | Организационно-правовая форма | Год создания |
| ---------------------------------------------------------------- | -------------------- | -------- | ----------------------------- | ------------ |
| Курганский базовый медицинский колледж                           | КБМК                 | Колледж  | ГБОУ СПО                      | 1935         |
| Курганский государственный колледж                               | КГК                  | Колледж  | ГБОУ СПО                      | 1956         |
| Курганский областной колледж культуры                            | КОКК                 | Колледж  | ГКОУ СПО                      | 1956         |
| Курганский педагогический колледж                                | КПК                  | Колледж  | ГОУ СПО                       | 1926         |
| Курганский технологический колледж имени Н. Я. Анфиногенова      | КТК им. Анфиногенова | Колледж  | ГОУ СПО                       | 1955         |
| Курганское училище олимпийского резерва                          | …                    | Училище  | ГКУ СПО                       | 1991         |
| Курганский сельскохозяйственный техникум                         | …                    | Техникум | ГБОУ СПО                      | …            |
| Курганский техникум машиностроения и металлообработки            | КТММ                 | Техникум | ГОУ СПО                       | 1955         |
| Курганский торгово-экономический техникум                        | КТЭТ                 | Техникум | ГОУ СПО                       | …            |
| Курганский промышленный техникум                                 | КПТ                  | Техникум | ГБОУ СПО                      | …            |
| Курганский областной музыкальный колледж имени Д. Д. Шостаковича | …                    | Колледж  | ГКОУ СПО                      | 1958         |